# Christian Friedrich Gille

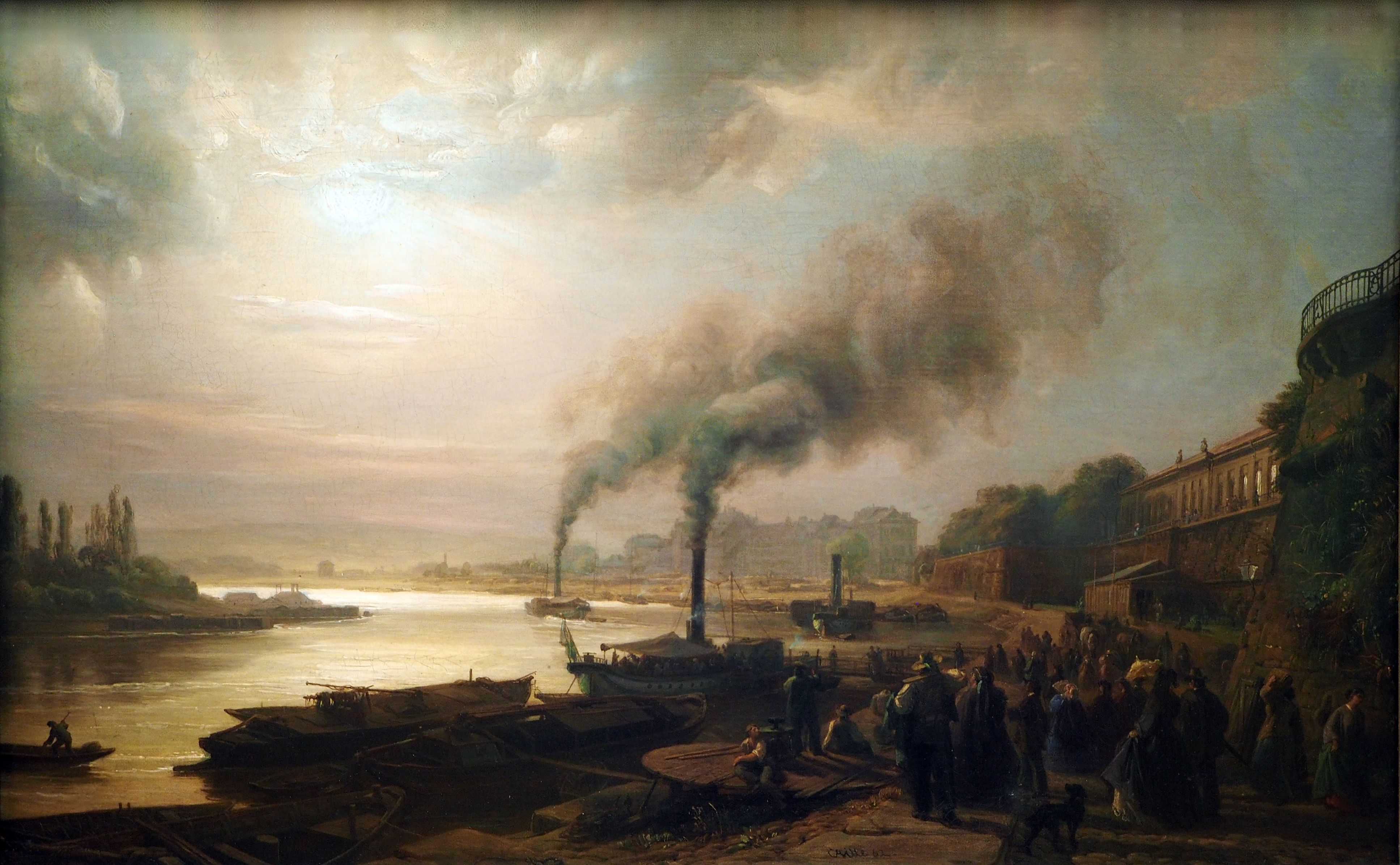
Die Brühlsche Terrasse in Dresden, 1862
(Niedersächsisches Landesmuseum Hannover)

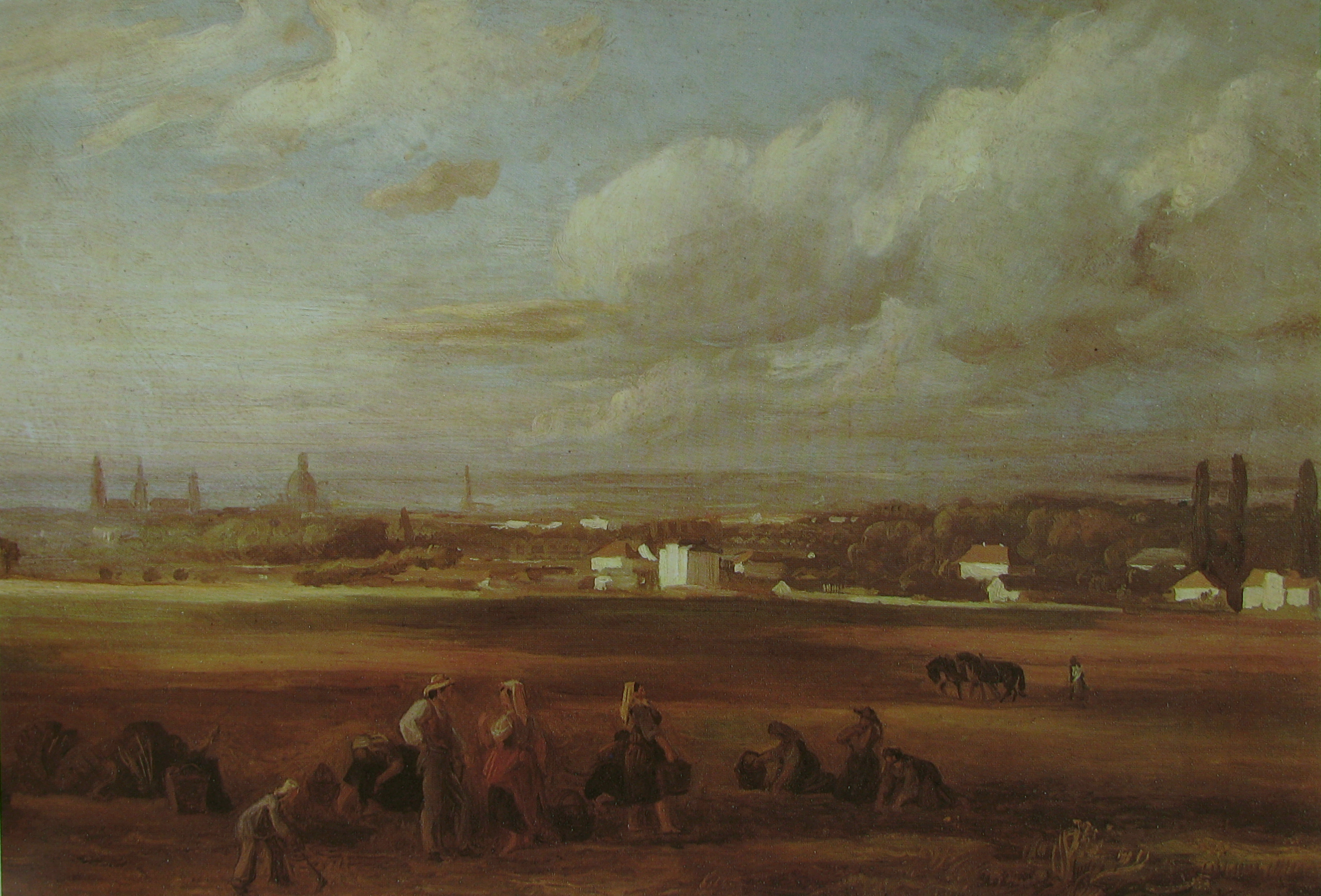
Erntearbeiter vor Dresden, 1866
(Galerie Neue Meister, Dresden)

Christian Friedrich Gille (* 20. März 1805 in Ballenstedt am Harz; † 9. Juli 1899 in Dresden) war ein deutscher Maler, Zeichner, Kupferstecher und Lithograf.

## Leben
Gille studierte an der Dresdner Kunstakademie erst Landschaftskupferstecherei bei Johann Gottfried Abraham Frenzel, danach Ölmalerei, von 1827 bis 1830 als Schüler von Johan Christian Clausen Dahl. Anschließend arbeitete er als Maler, Zeichner, Kupferstecher und Lithograf in Dresden. Von 1830 bis 1833 war er als Kupferstecher für den Sächsischen Kunstverein tätig.
Als Landschaftsmaler (erste Werke ab 1829, verstärkt ab um 1850) erwarb er sich den Ruf als deutscher Corot. Seine Arbeiten zeichnen sich durch einen breiten, kraftvollen Pinselstrich aus. In seinen Bildern fing er alltägliche Situationen ein. Gille wohnte in Dresden, verbrachte aber seit etwa 1880 einen Teil des Jahres in Wahnsdorf, wo er auch, zuletzt geistig umnachtet, verstarb.
Da seine durch Naturstudien geübten, impressionistisch anmutenden Bilder ihrer Zeit voraus waren, wurde Gilles Werk erst nach seinem Tod gewürdigt.